# كرايغ إيمرسون
كرايغ إيمرسون (بالإنجليزية: Craig Emerson)‏ هو اقتصادي وسياسي أسترالي، ولد في 15 نوفمبر 1954 في أستراليا. حزبياً، نشط في حزب العمال الأسترالي.

## مناصب
- انتخب عضو مجلس النواب الأسترالي عن دائرة Division of Rankin [الإنجليزية]‏ (3 أكتوبر 1998 – 5 أغسطس 2013).
- انتخب Minister for Small Business (Australia) [الإنجليزية]‏ (3 ديسمبر 2007 – 14 سبتمبر 2010).
- انتخب أمين صندوق أستراليا [الإنجليزية]‏ (9 يونيو 2009 – 14 سبتمبر 2010).
- انتخب وزير الصناعة والابتكار [الإنجليزية]‏ (25 مارس 2013 – 26 يونيو 2013).
- انتخب عضو مجلس النواب الأسترالي عن دائرة Division of Rankin [الإنجليزية]‏ (3 أكتوبر 1998 – 5 أغسطس 2013).
- انتخب وزير التجارة [الإنجليزية]‏ (14 سبتمبر 2010 – 26 يونيو 2013).